# Catherine Zeta-Jones

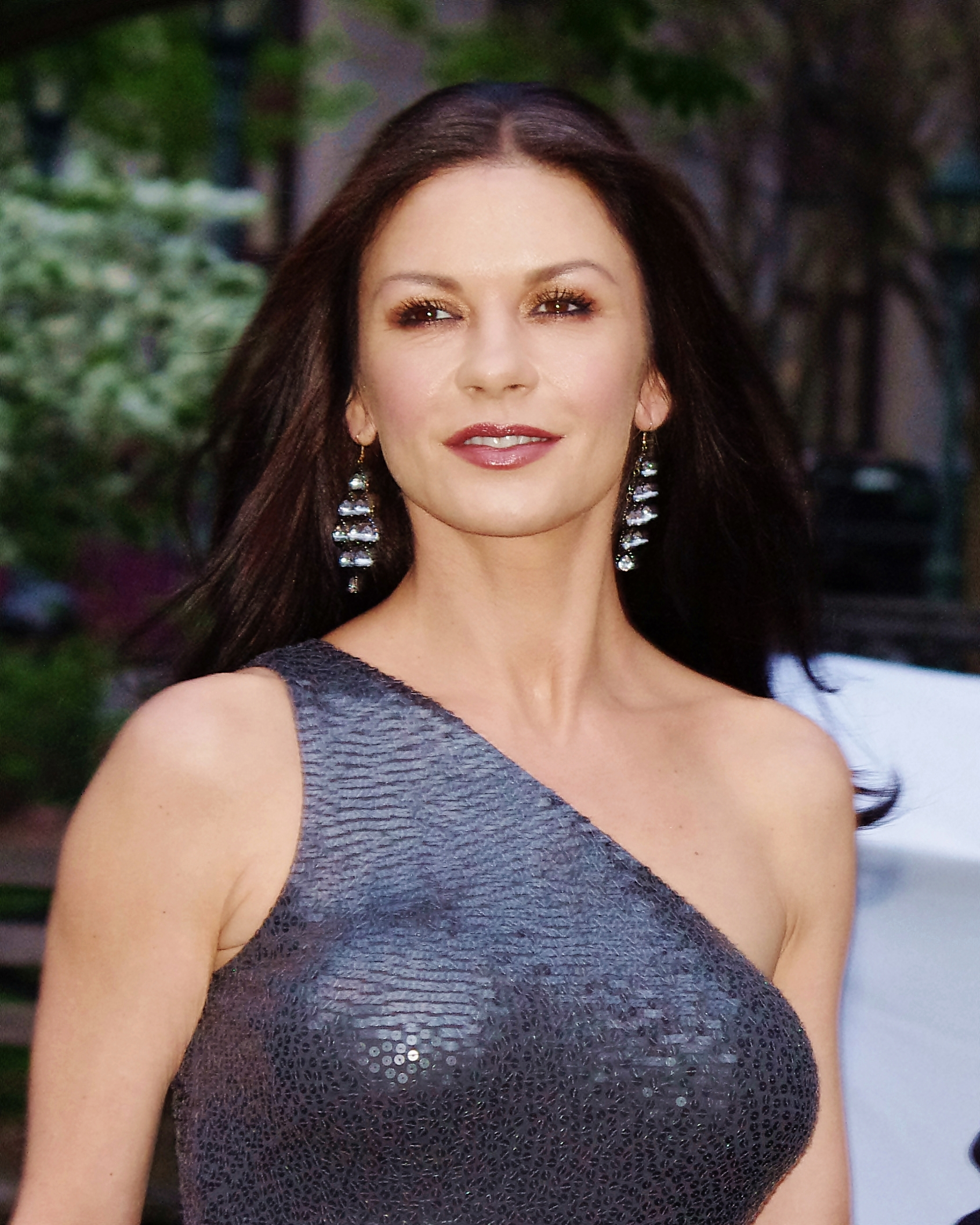
Catherine Zeta-Jones, 2012

Catherine Zeta-Jones, CBE (bürgerlich Catherine Zeta-Jones-Douglas; * 25. September 1969 in Swansea, Wales) ist eine britische Schauspielerin und Oscar-Preisträgerin.

## Leben
Catherine Zeta-Jones wuchs im walisischen Mumbles auf. Ihr Vater Dai Jones besaß eine Süßwarenfabrik. Sie hat zwei Brüder, David Jones und Lyndon Jones, der für ihr Produktionsunternehmen arbeitet. Sie wurde nach ihren Großmüttern Zeta Jones (abgeleitet vom Namen eines Schiffes, auf dem ihr Urgroßvater segelte) und Catherine Fair benannt. Als Kind litt sie an einer Atemwegserkrankung, die eine Luftröhrenoperation erforderlich machte; der Eingriff hinterließ eine dauerhafte Narbe.
Zeta-Jones, halb Irin, halb Waliserin, fühlte sich bereits im Kindesalter zum Showgeschäft berufen. Sie tanzte und sang unter anderem in einer katholischen Kirchengemeinde. Sie spielte in den Theaterstücken Annie und Bugsy Malone mit, ehe sie mit 15 nach London zog, um Schauspielerin zu werden. Mit 17 erhielt sie unter glücklichen Umständen eine tragende Rolle in der West-End-Produktion des Musicals 42nd Street. Damit gelang ihr der Durchbruch im Theater, zeitweise stand sie acht Mal pro Woche auf der Bühne.
1990 verbrachte Zeta-Jones ein ganzes Jahr in Frankreich, um die Titelrolle in dem Film Sheherazade – Mit 1001 PS ins Abenteuer zu spielen. Nach ihrer Rückkehr stellte sie in der Fernsehserie The Darling Buds of May die älteste Tochter einer Bauernfamilie dar. Die Serie war ein Erfolg und machte sie in Großbritannien zum Star.
Unterdessen versuchte sie, auch ihre Wunschkarriere als Sängerin und Tänzerin voranzutreiben. Ihre erste Single For All Time (1992) schaffte den Sprung unter die Top 40 der britischen Charts. Die Single True Love Ways (1994) im Duett mit David Essex schaffte es auf Platz 38 in den UK Top 75. Weitere Lieder wie In the Arms of Love und I Can’t Help Myself (1995) hatten kaum kommerziellen Erfolg.
Zeta-Jones konzentrierte sich nun auf ihre Schauspielkarriere. Es folgten Rollen in der Fernsehserie Die Abenteuer des jungen Indiana Jones sowie in dem Film Christopher Columbus – Der Entdecker im Jahr 1992. Durch ihren Auftritt in der Fernsehproduktion Titanic wurde auch Hollywood auf sie aufmerksam. Mit einer Hauptrolle in dem Kinofilm Die Maske des Zorro (neben Antonio Banderas und Anthony Hopkins, erschienen 1998) gelang ihr auch der Durchbruch im internationalen Filmgeschäft. Es folgten weitere erfolgreiche Produktionen, unter anderem Das Geisterschloss (1999), Traffic – Macht des Kartells (2000) und das Filmmusical Chicago (2002). Sie war u. a. mit dem Simply-Red-Frontmann Mick Hucknall liiert.
Am 13. Dezember 1999 verlobte sie sich mit dem genau 25 Jahre älteren Schauspieler Michael Douglas; sie heirateten am 18. November 2000. Mit ihm hat sie einen Sohn (Dylan Michael Douglas, * 2000) und eine Tochter (Carys Zeta Douglas, * 2003). Seit der Heirat heißt sie bürgerlich Catherine Zeta-Jones-Douglas. Für die Rolle der Velma Kelly in Chicago erhielt sie 2003 den Oscar in der Kategorie Beste Nebendarstellerin. Außerdem bekam sie für ihre Leistung in Chicago den British Academy Film Award. In die Rolle der Helena Ayala in Traffic musste eine Schwangerschaft eingebaut werden, da Zeta-Jones zu diesem Zeitpunkt mit ihrem Sohn schwanger war. Zeta-Jones hat auch erfolgreich Werbung betrieben: 2006 war sie dank eines Zweijahresvertrags mit T-Mobile über 16 Mio. US-Dollar der bestbezahlte Werbestar weltweit.
Seit 2017 ist sie verstärkt im Fernsehen zu sehen, so als Griselda Blanco in der Filmbiografie Cocaine Godmother, als Olivia de Havilland in der Serie Feud und seit 2018 als Hauptdarstellerin in der Dramedy Queen America.
Zeta-Jones ist Eigentümerin des Produktionsunternehmens Milkwood Films.

## Deutsche Synchronstimme
Catherine Zeta-Jones wurde bis zu deren Tod 2024 überwiegend von der Schauspielerin und Synchronsprecherin Arianne Borbach gesprochen.

## Filmografie
- 1990: Sheherazade – Mit 1001 PS ins Abenteuer (Les 1001 nuits)
- 1991: Out of the Blue
- 1991: The Darling Buds of May (Fernsehserie, 18 Folgen)
- 1992: Christopher Columbus – Der Entdecker (Christopher Columbus – The Discoverer)
- 1993: Die Abenteuer des jungen Indiana Jones (The Adventures of Young Indiana Jones, Fernsehserie, Folge Die Brunnen von Berscheba bzw. Palestine, October 1917)
- 1993: Und ewig schleichen die Erben (Splitting Heirs)
- 1994: The Cinder Path (Miniserie, drei Folgen)
- 1994: The Return of the Native (Fernsehfilm)
- 1995: Katharina die Große (Catherine the Great, Fernsehfilm)
- 1995: Gegen die Brandung (Blue Juice)
- 1996: Das Phantom (The Phantom)
- 1996: Titanic (Fernsehfilm)
- 1998: Die Maske des Zorro (The Mask of Zorro)
- 1999: Verlockende Falle (Entrapment)
- 1999: Das Geisterschloss (The Haunting)
- 1999: Die Abenteuer des Young Indiana Jones – Die Wüstenteufel (The Adventures of Young Indiana Jones: Daredevils of the Desert)
- 2000: High Fidelity
- 2000: Traffic – Macht des Kartells (Traffic)
- 2001: America’s Sweethearts
- 2002: Chicago
- 2003: Sinbad – Der Herr der sieben Meere (Sinbad: Legend of the Seven Seas, Sprechrolle)
- 2003: Ein (un)möglicher Härtefall (Intolerable Cruelty)
- 2004: Terminal (The Terminal)
- 2004: Ocean’s 12 (Ocean’s Twelve)
- 2005: Die Legende des Zorro (The Legend of Zorro)
- 2007: Rezept zum Verlieben (No Reservations)
- 2007: Tödliche Magie (Death Defying Acts)
- 2009: Lieber verliebt (The Rebound)
- 2012: Rock of Ages
- 2012: Lady Vegas (Lay the Favorite)
- 2012: Kiss the Coach (Playing for Keeps)
- 2013: Side Effects – Tödliche Nebenwirkungen (Side Effects)
- 2013: Broken City
- 2013: R.E.D. 2 (RED 2)
- 2016: Dad’s Army
- 2017: Cocaine Godmother
- 2017: Feud (Fernsehserie, 6 Folgen)
- 2018–2019: Queen America (Fernsehserie, 10 Folgen)
- 2021: Prodigal Son – Der Mörder in Dir (Prodigal Son, Fernsehserie, 7 Folgen)
- seit 2022: Wednesday (Fernsehserie)
- 2022–2023: Das Vermächtnis von Montezuma (National Treasure: Edge of History, Fernsehserie, 10 Folgen)

## Auszeichnungen
- 1999, 2003: Zwei ShoWest Awards in der Kategorie „Supporting Actress of the Year“
- 1999: Audience Award (Europäischer Filmpreis) in der Kategorie „Beste Schauspielerin“ für Verlockende Falle
- 1999: Blockbuster Entertainment Award in der Kategorie „Favorite Female Newcomer“ für Die Maske des Zorro
- 2000: Blockbuster Entertainment Award in der Kategorie „Favorite Actress – Action“ für Verlockende Falle
- 2001: Screen Actors Guild Award in der Kategorie „Outstanding Performance by the Cast of a Theatrical Motion Picture“ für Traffic – Macht des Kartells (geteilt mit Kollegen)
- 2003: Screen Actors Guild Award in der Kategorie „Outstanding Performance by a Female Actor in a Supporting Role“ für Chicago
- 2003: Screen Actors Guild Award in der Kategorie „Outstanding Performance by the Cast of a Theatrical Motion Picture“ für Chicago (geteilt mit Kollegen)
- 2003: Phoenix Film Critics Society Award in der Kategorie „Beste Nebendarstellerin“ für Chicago
- 2003: Evening Standard British Film Award in der Kategorie „Beste Schauspielerin“ für Chicago
- 2003: Critics’ Choice Movie Award in der Kategorie „Beste Nebendarstellerin“ für Chicago
- 2003: Critics Choice Award in der Kategorie „Bestes Schauspielensemble“ für Chicago (geteilt mit Kollegen)
- 2003: BAFTA Film Award in der Kategorie „Best Performance by an Actress in a Supporting Role“ für Chicago
- 2003: Oscar in der Kategorie „Beste Nebendarstellerin“ für Chicago
- 2005: Woman of the Year Award (Hasty Pudding)
- 2005: Critics Choice Award in der Kategorie „Bestes Schauspielensemble“ für Ocean’s 12 (geteilt mit Kollegen)